# Autorité de régulation de la communication audiovisuelle et numérique
Die Autorité de régulation de la communication audiovisuelle et numérique (ARCOM) ist die französische unabhängige Aufsichtsbehörde für audiovisuelle und digitale Kommunikation.

## Hintergrund und Ziele
ARCOM entstand am 1. Januar 2022 aus dem Zusammenschluss des Conseil supérieur de l’audiovisuel (CSA) und der Haute Autorité pour la diffusion des oeuvres et la protection des droits sur l’Internet (Hadopi).
Unter ihren Zielen liegt zum einen der Kampf gegen Digitale Piraterie und illegale Mirror-Sites. Außerdem wurden gesetzliche Maßnahmen getroffen um der Behörde neue Möglichkeiten im Kampf gegen illegale Streams von Sport Veranstaltungen und Wettkämpfen. Neben dem Jugendschutz durch die Einstufung von Inhalten und der Meldepflicht der Verlage für Werke, die Beschränkungen unterliegen, werden zusätzliche Initiativen zum Schutz der Öffentlichkeit durch
- das Gesetz gegen die Manipulation von Informationen (auch bekannt als „Loi fake news“-Gesetz)[2]
- das Gesetz gegen hasserfüllte Inhalte im Internet („Avia-Gesetz“)[3]
- das Gesetz zur Stärkung der Achtung der Grundsätze der Republik  (das „Nicht-Separatismus“-Gesetz)[4]
- das Gesetz gegen Gewalt gegen Frauen[5]

getroffen.